# Vesparo
Vesparo, Ossiak o Oschiat (in croato Ošjak) è un isolotto di fronte al porto di Vallegrande sul lato ovest dell'isola di Curzola, nel mare Adriatico, in Croazia. Amministrativamente appartiene al comune della città di Vallegrande, nella regione raguseo-narentana.

## Geografia
Vesparo è situato all'interno della baia Valle Grande (zaljev Vela Luka). Le sue dimensioni sono di circa 740 m per 400 m; la superficie è di 0,213 km², la costa è lunga 1,96 km ed è alto 62 m.

Sempre all'interno di Valle Grande, a nord-ovest di Vesparo, ci sono tre scogli:
- scoglio di San Giovanni[3][6][7][9] (Sv. Ivan), nella parte meridionale del piccolo porto omonimo (uvala Gradina), situato a nord-ovest all'interno della baia di Vallegrande, è collegato a Curzola e non è propriamente considerato un'isola 42°58′10″N 16°40′29″E.
- Gobessa[7], Gubessa[9], Gudessa[6] o scoglio Gobesso[10] (Gubeša), piccolo e rotondo, chiude il porto di San Giovanni assieme allo scoglio omonimo; ha una superficie di 0,012 km²[1] e la costa lunga 0,39 km[1] 42°54′30″N 16°44′31″E.
- Prosin[3][9], Camignago[9], Camegnac[7]  o Kamegnak[6] (Kamenjak), situato 1 m a ovest di Gobessa, ha un piccolo faro di segnalazione[11]; la sua superficie è di 0,013 km²[1], la costa è lunga 0,44 km[1] e l'altezza è di 14,5 m[2] 42°58′12″N 16°39′28″E.

### Cartografia
- (HR) Mappa topografica della Croazia 1:25000, su preglednik.arkod.hr. URL consultato il 2 febbraio 2017.
- G. Giani, Carta prospettiva delle Comuni censuarie della Dalmazia, foglio 9, 1839. Fondo Miscellanea cartografica catastale, Archivio di Stato di Trieste.